# Marcin Zimoch
Marcin Zimoch (ur. 3 lutego 1956 w Warszawie) – polski dziennikarz i prezenter telewizyjny.

## Życiorys
W latach 1989–2008 był związany z TVP, gdzie prowadził programy: Pytanie na śniadanie, Kawa czy herbata?, Wiadomości, Panorama i Teleexpress.
Był dwukrotnie nominowany do Telekamer 1999 i Telekamer 2000 w kat. Informacje; zajął 4. miejsce (1999) i 2. miejsce (2000).

## Prezenter
- 1989–1992, 1997–2002: Wiadomości jako prowadzący
- 1992–1994, 2005–2007: Kawa czy herbata? jako prowadzący
- 1994–1997: Teleexpress jako prowadzący
- 2002–2005: Panorama jako prowadzący
- 2007–2008: Pytanie na śniadanie jako prowadzący